# Jan Nico Homan van der Heide
Jan Nico Homan van der Heide (Subang, 25 december 1926 – Groningen, 21 augustus 2021) was hoogleraar thoraxchirurgie aan de Rijksuniversiteit Groningen, pionier in openhartchirurgie en betrokken bij het ontwikkelen en toepassen van pacemakers.

## Levensloop
Homan van der Heide werd geboren in Subang, een klein dorpje op Java. Hij groeide op in Nederland en studeerde geneeskunde in Utrecht, waar hij in 1954 afstudeerde.
Hij werkte in 1953 een jaar als volontair bij de chirurg Leendert Eerland in Groningen. In dat jaar zag hij voor het eerst een prototype van een hart-longmachine. Hij ontwierp vervolgens een verbeterd apparaat waarvan hij de bouw bekostigde met geld van zijn vader.
Op 8 mei 1957 werd voor het eerst succesvol een hart-longmachine gebruikt bij een operatie in het toenmalige Algemeen Provinciaal Stads en Academisch Ziekenhuis, het latere Universitair Medisch Centrum Groningen. Daarmee behoorde Homan van der Heide tot de eersten die in Europa een openhartoperatie uitvoerden. Behalve bij de ontwikkeling van de hart-longmachine was Homan van der Heide ook betrokken bij het ontwikkelen en implanteren van de pacemaker.
Tijdens zijn loopbaan leidde Homan van der Heide 24 chirurgen op. In 1990 ging hij met pensioen. Voor zijn vindingen heeft hij nooit patenten aangevraagd. Hij ontving verschillende onderscheidingen en werd benoemd tot Ridder in de Orde van de Nederlandse Leeuw. Homan van der Heide is 94 jaar geworden.